# Ain al-Shaara
Ain al-Shaara (tiếng Ả Rập: عين الشعره) là một ngôi làng Syria ở huyện Qatana của tỉnh Rif Dimashq. Theo Cục Thống kê Trung ương Syria (CBS), Ain al-Shaara có dân số 659 người trong cuộc điều tra dân số năm 2004. Một phần cư dân của nó là Druze.